# Бусани (озеро)
Бусани́ — озеро в Бурятии, расположенное в левобережной части тектонической долины Ципы на Витимском плоскогорье около южных склонов Южно-Муйского хребта.
Площадь — 36,8 км², максимальная глубина — 10 м. Уровень воды в озере находится на высоте 1056 м над уровнем моря. Дно покрыто густыми водорослями, на поверхности — кувшинка четырёхгранная. Богато планктоном и рыбой (ёрш, хариус, голец-даватчан) и планктоном.
На острове в центральной части озера расположен небольшой посёлок Бусани. На юго-западном берегу находится одноимённый термальный источник (+51 °C).
Основной приток — река Могой.